# Larga Marcha 7
El cohete portador Larga Marcha 7, abreviado como CZ-7 o LM-7, el código del fabricante es CZ-724. Es una nueva generación de cohetes portadores de comburentes líquidos de tamaño mediano desarrollado por la Corporación de Ciencia y Tecnología Aeroespacial de China bajo la dirección del profesor Fan Ruixiang 范瑞祥 .
La capacidad de carga del Larga Marcha 7 es comprendida entre la del Larga Marcha 5 y la del el Larga Marcha 6, llenando la brecha entre el vehículo de lanzamiento grande, LM-5, y el vehículo de lanzamiento pequeño, LM-6, en la secuencia del vehículo de lanzamiento de próxima generación, y se convertirá en el futuro cohete principal de China. La tercera y cuarta serie realizan aproximadamente el 80% de las misiones de lanzamiento. El Larga Marcha 7 también se utilizó para lanzar la nave espacial de carga Tianzhou para la abastecer a la estación espacial china. También se ha usado para lanzar un simulador de masa para las nuevas naves tripuladas Mengzhou.

## Historia
El proyecto Larga Marcha 7 comenzó en 2008 con la formación del equipo de desarrollo dentro del diseñador tradicional de vehículos de lanzamiento espacial, CALT. Con la adquisición de la tecnología RD-120 y el desarrollo de los motores YF-100 e YF-115, el plan original era rediseñar el Larga Marcha 2F. El Larga Marcha 2F/H, como tenía previsto llamarse, "simplemente" cambiaría los motores propulsores de N2 O4 / UDMH a LOX / queroseno de empuje mejorados para ofrecer un mejor rendimiento. Pero el cambio resultó en una cascada de cambios que aumentaron significativamente la complejidad del proyecto.
Al mismo tiempo, se esperaba que el proyecto original de Larga Marcha 5 incluyera versiones pesada, mediana y ligera. Como el Larga Marcha 2F / H y el Larga Marcha 5 del medio tuvieron superposiciones significativas, se decidió fusionar ambos proyectos. De esta manera, los componentes y tecnologías de alta confiabilidad y legado de vuelo del Larga Marcha 2F se fusionaron con las nuevas tecnologías desarrolladas para el Larga Marcha 5. Aunque terminó casi al mismo tiempo, el Larga Marcha 6 fue un producto completamente separado desarrollado por un equipo joven dentro de la Academia de Tecnología de Vuelo Espacial de Shanghái (SAST). Como tal, comparte poco más que diámetros de tanque y propulsión con el LM-5 y el LM7, pero cubre el rango de cargas útiles entre el medio Larga Marcha 7 y el muy ligero Larga Marcha 11.
En 2010, el nombre del proyecto se cambió oficialmente a Larga Marcha 7. Según el subdirector del proyecto, Zhang Tao, el proyecto requería once nuevas tecnologías importantes. Pero la innovación no fue solo a nivel de producto, sino también a nivel de proceso. Esta fue, según el gerente del proyecto, Wang Xiaojun, la primera vez que todo el proceso se desarrolló en 3D digital, utilizando un diseño asistido por computadora directamente para la fabricación asistida por computadora.
El vuelo inaugural se realizó con éxito el 25 de junio de 2016 a las 12: 00h UTC desde la plataforma de lanzamiento Wenchang LC-2. Se lanzó en la configuración LM-7 mejorada por la etapa de debut de Yuanzheng-1A, que realizó su misión de múltiples órbitas con éxito.

## Diseño
El Larga Marcha 7 es la variante de carga media de una familia de cohetes de nueva generación que incluye el más pesado Larga Marcha 5 y el cargamento medio pequeño Larga Marcha 6. La estructura se basa en el cohete Larga Marcha 2F confiable y certificado para el transporte de hombres. Heredaba la etapa central de 3,35 m de diámetro y los propulsores de cohete líquido de 2,25 m de diámetro. La familia de cohetes Larga Marcha 2 anterior usaba propergoles costosos y peligrosos de N2 O4 /UDMH, mientras que el Larga Marcha 7 usa LOX y queroseno. Los motores se comparten con los Larga Marcha 5 y 6. El objetivo era construir una familia de cohetes más rentable y menos peligrosa para reemplazar el Larga Marcha 2 de hoy y, finalmente, el Larga Marcha 3. Será capaz de colocar un Carga útil de 5.500 kilogramos en una órbita sincrónica al sol.

## Morfología
El Larga Marcha 7 comparte las etapas modulares del proyecto original Larga Marcha 5. Como tal, su primera etapa es el mismo módulo que los amplificadores LM-5. También comparte diámetros de tanque y motores con el Larga Marcha 6, pero los grupos de diseño eran completamente diferentes. El LM-5 y el LM-7 fueron desarrollados por CALT, mientras que el LM-6 fue realizado por SAST. Incluso la aviónica es diferente.
El Larga Marcha 7 básico se puede optimizar variando el número de refuerzos o mejorando mediante la adición de etapas superiores. Estas etapas permiten una mayor flexibilidad de la misión, como la inyección directa a órbitas más altas o la implementación de múltiples órbitas. También pueden aumentar el rendimiento significativamente. Gracias a esta modularidad, el rendimiento se puede marcar entre 4000 kg y 13500 kg para LEO, 2000 kg y 8000 kg para SSO y 4000 kg y 7000 kg a GTO.

### Configuración básica

#### Primera etapa
La primera etapa dispone de tanques de 3.35 m de diámetro que contienen propergoles RP-1 / LOX. Está impulsada por dos motores YF-100, es decir, comparten los mismos elementos de propulsión que los aceleradores, pero los motores de la primera etapa están montados en un cardán que le permite la orientación en dos ejes. Además, esta primera etapa es el mismo módulo básico que los refuerzos del Larga Marcha 5. El diámetro fue diseñado para el transporte terrestre y, como tal, podrá lanzarse desde todos los lugares de lanzamiento chinos. Esta es una diferencia crítica respecto al Larga Marcha-5 que requiere transporte naval para sus etapas centrales. Si bien comparte diámetro y motores con la primera etapa del Larga Marcha 6, el desarrollo fue completamente separado y realizado por diferentes grupos.´

#### Segunda etapa
La segunda etapa también comparte la primera propulsor y tanques de 3.35 m de diámetro. Está impulsada por cuatro motores YF-115 de combustión por etapas ricos en oxidantes y alimentados con RP-1 / LOX. Dos son fijos y dos están montados sobre un cardán en dos ejes. Ofrece 706 kN de empuje en vacío con un impulso específico de 341.5 segundos. Si bien comparte motores con la segunda etapa del Larga Marca 6, el desarrollo fue completamente separado y realizado por diferentes grupos.

#### Aceleradores
El Larga Marcha 7 puede usar 0, 2 o 4 aceleradores de refuerzos con propulsores de RP-1 / LOX. Funcionan con un solo motor de combustión escalonada rica en oxidantes YF-100. Cada acelerador suministra un empuje de 1,200 kN al nivel del mar y 1,340 kN en vacío. Su impulso específico es de 300 segundos (2,9 km / s) al nivel del mar y 335 segundos (3,29 km / s) al vacío. Cada módulo tiene su propio control de vector de empuje de un solo eje, y por lo tanto requiere un diseño especial en los sistemas de control del cohete para coordinar todas las boquillas del cohete. Utilizan el legado de 2.25 m de ancho del Larga Marcha 2 y familias Larga Marcha 3, pero debido al mayor empuje del YF-100 con respecto al YF-20 y el YF-25, los refuerzos son casi el doble de largo, a 27 m. Un motor del cohete Larga Marcha 7 creó una bola de fuego visible desde partes de Utah, Nevada, Colorado, Idaho y California en la noche del 27 de julio de 2016; su desintegración se difundió ampliamente en las redes sociales, y el reingreso incontrolado de un objeto de cinco toneladas se consideró un evento raro.

### Configuración opcional

#### Yuanzheng-1A
Puede usar la etapa superior Yuanzheng-1A para aumentar la carga útil a órbitas de mayor energía y permitir múltiples encendidos. En particular, permite la inyección directa a las órbitas de SSO. El vuelo inaugural utilizó con éxito esta etapa superior para entregar múltiples cargas útiles a diferentes órbitas.

#### Etapa de hidrógeno
Se espera que el Larga Marcha 7 se mejore con una etapa de hidrógeno líquido y oxígeno líquido de alta energía. Esta etapa y la baja inclinación de Wenchang permitirían lanzar una carga útil entre 4 t y 7 t a la órbita de GTO. Eso sería un aumento del 25% con respecto al lanzador chino más poderoso anteriormente, el Larga Marcha 3B, pero muy por debajo del Larga Marcha 5.
En la presentación de variaciones de 2013, también se usó una etapa de hidrógeno como segunda etapa. No estaba claro si sería la misma etapa utilizada como la segunda etapa, o una etapa diferente. En ambos casos (segunda y tercera etapa) serían propulsados por el YF-75 o el YF-75D .

#### Aceleradores sólidos
La presentación de 2013 de la variación también propuso refuerzos sólidos más pequeños de 2 m de diámetro como una opción más barata para cargas útiles más pequeñas.

### Aviónica
Después del vuelo inaugural, Song Zhengyu, Subdirector de Diseño de Sistemas de Control para el proyecto Larga Marcha 7, declaró que el vuelo había probado la aviónica nacional. Trabajaron con la industria local para desarrollar un controlador lógico programable de doble procesador con homologación espacial. También se afirmó que el sistema operativo en tiempo real también era un desarrollo nacional. El diseño general se basó en una arquitectura distribuida para permitir la escalabilidad y la tolerancia a fallos. Esta aviónica sería la base para la mayoría de los desarrollos futuros y había sido diseñada teniendo en cuenta la reutilización.